# 少年残像
《少年残像》是日本漫画家由贵香织里的短篇少女漫画作品，刊登于《花与梦STEP》1997年11月15号增刊上。这个故事以美国洛杉矶为背景，讲述了忧伤的老师亚德里安与年轻男妓劳伦斯之间的爱情故事。

## 登場人物
亞德里安·克莱（Adrian Clay）
白天是溫文儒雅的小学老师，夜晚是潛伏在洛杉磯小巷裡，以男妓為對象的連環殺人魔。童年時曾被母親丟棄，花了兩天時間走回家，卻在母親和同居人的爭執中，發現自己是母親年輕時在遊樂園被小丑侵犯所生的孩子，所以母親才會對他百般虐待，殘酷的真相令他深受打擊，因此在母親被同居人刺傷並向他求助時，補上了最後一刀。長大後，為了不讓更多孩子像自己一樣有悲慘的童年而成為小學老師，但對自己身世的自卑及童年噩夢迫使他不斷殺人以追求短暫的慰藉，直到遇上勞倫斯。
劳伦斯·希尔（Lawrence Hill）
隸屬於達拉斯的男妓，無意間目擊亞德里安的殺人現場，並撿到他的遺失物，但卻沒有報警或向所屬黑幫回報，而是藉此接近他，希望他幫自己重獲自由。
达拉斯（Dallas）
勞倫斯的哥哥，妓院老闆兼黑幫，心狠手辣，連自己弟弟都推入火坑。
维克多利亚（Victoria）
亞德里安的學生，有些男孩子氣的小女孩，曾和同學打架、順手牽羊，但在亞德里安的關心下逐漸導回正軌，和他非常親近，也是唯一知曉並認同亞德里安和勞倫斯關係的人，故事結尾認養了蜥蜴沃爾夫。
沃尔夫（Wolfy）
亞德里安的寵物蜥蜴，亞德里安為牠訂做的項鍊掉在案發現場，成為勞倫斯接近亞德里安的契機。
雷蒙德（Raymond）
故事一開始被亞德里安殺死的受害者，為達拉斯旗下的男妓。

## 出版書籍
| 發售日期       | ISBN                             | 全 | 1998年3月19日 | ISBN 4-59-212497-9 |
| 2009年11月17日 | ISBN 978-4-59-288833-8（文庫本） | 全 |               |                    |